# Préalpes

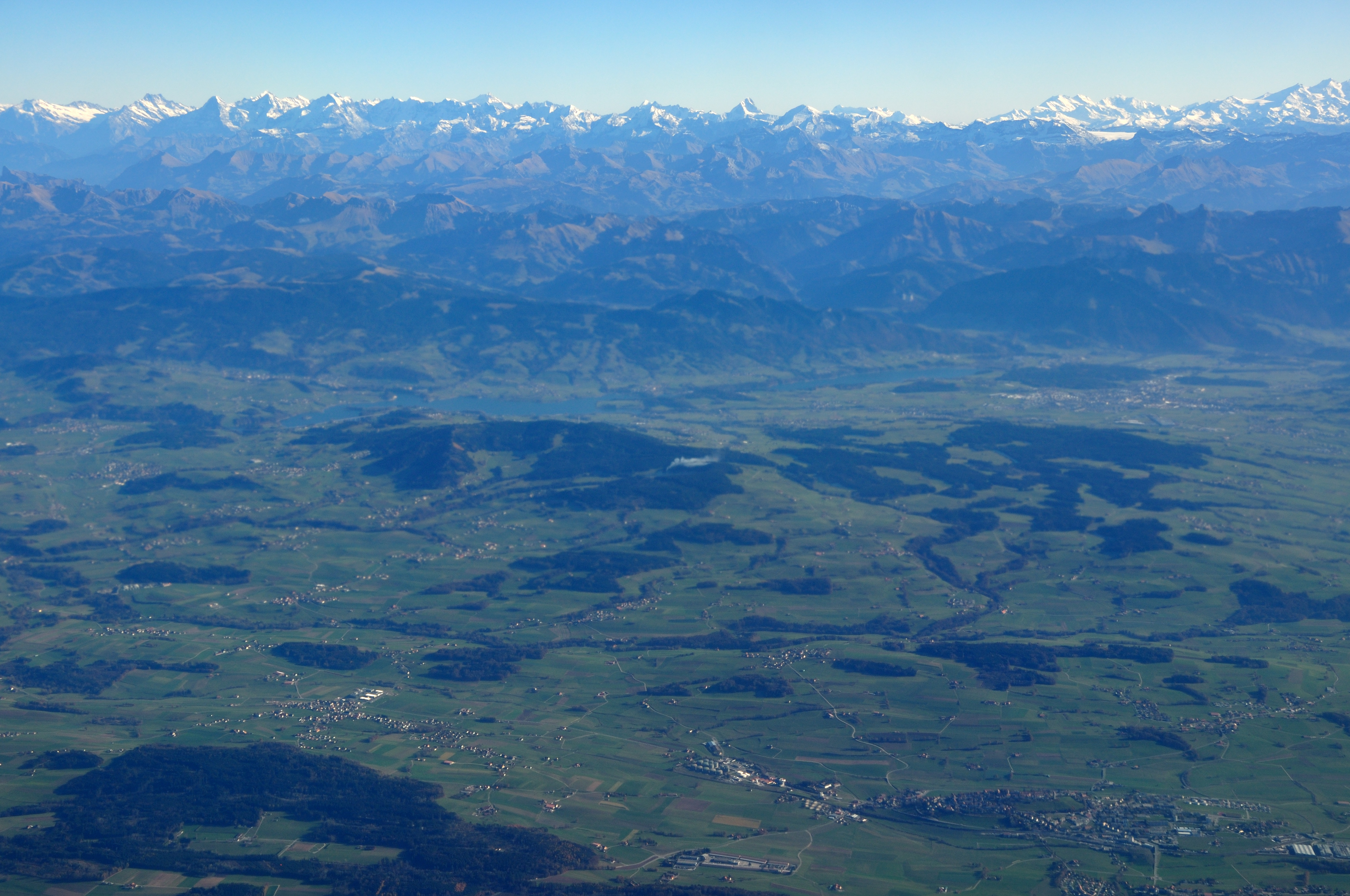
Vue aérienne du Plateau suisse, des Préalpes bernoises puis des Alpes bernoises et valaisannes.

Les Préalpes, chaînes subalpines ou encore Hautes-Alpes calcaires sont un ensemble de massifs montagneux de moyenne altitude formant les contreforts des Alpes, par opposition aux massifs centraux. Le terme se retrouve dans les autres langues des pays situés sur les Alpes : Voralpen en allemand (à différencier de l'Alpenvorland, la zone subalpine au nord), prealpi en italien, predalpe en slovène.

## Définitions
C'est dans le cadre d'une étude sur la géologie du Dauphiné en 1860 que Charles Lory rassemble l'ensemble des massifs calcaires périphériques des Alpes sous le terme de massifs subalpins ou chaînes subalpines. Ils sont alors décrits comme séparés des massifs cristallins externes par une vaste dépression, le sillon alpin,, qui forme un ensemble de vallées drainant les rivières originaires des parties internes des Alpes à l'image de l'Isère. Ils sont aussi délimités vers l'ouest et le nord-ouest par le sillon molassique périalpin qui les sépare des reliefs du massif du Jura et qui correspond aux bassins d'avant-pays nord alpin à l'image du Plateau suisse.
Les massifs subalpins sont par ailleurs subdivisés entre les chaînes subalpines septentrionales et les chaînes subalpines méridionales. La séparation correspondrait à la limite nord du mont Pelvoux. Les chaînes septentrionales sont drainées par l'Isère et la partie haute du Rhône et sont dominés par un climat relativement humide, tandis que les chaînes méridionales drainent leurs eaux vers la Durance, les rivières des Alpes-Maritimes et la partie basse du Rhône et se caractérise par un climat méditerranéen. De même, on distingue des variations stratigraphiques entre les deux chaînes subalpines. Au nord, les épaisses séries calcaires du Jurassique supérieur et le Crétacé inférieur constituent au moins deux falaises (barres tithonique et urgonienne) qui disparaissent au sud pour céder la place à des intervalles marneux avant de réapparaître en Provence.
L'expression de Hautes-Alpes calcaires est un synonyme de massif subalpin. Il est restreint à un ensemble de reliefs répartis entre la Haute-Savoie et la Suisse et qui se distingue par une élévation généralement supérieure à 3 000 m au point que certains hébergent des glaciers. Il comprend le massif du Haut-Giffre, les dents du Midi et les Alpes bernoises.
L'expression massif subalpin est rejointe quelques décennies plus tard par le terme de Préalpes défini par Eugène Renevier en 1881. Il décrit initialement un ensemble de reliefs présentant un faciès distinct de ceux des massifs subalpins et dont la présence en position externe de l'arc alpin ne peut s'expliquer que par le charriage de ces unités depuis une position plus interne. Il est ainsi restreint aux Préalpes des cantons de Fribourg, Vaud et de Berne, et aux Préalpes du Chablais pour les géologues.
Ces différentes expressions seront ensuite reprises par les géographes mais le terme de Préalpes est privilégié pour décrire l'ensemble des reliefs situés sur la bordure externe des Alpes car d'un point étymologique il décrit les premiers massifs que l'on rencontre en venant de l'ouest. Néanmoins plusieurs auteurs défendent l'usage de l'expression massif subalpin pour éviter la confusion avec les Préalpes au sens géologique,. Cette approche est réfutée par Emmanuel de Martonne, puis par Raoul Blanchard pour qui les unités allochtones et autochtones sont semblables d'un point géographique. De même, Raoul Blanchard note que, littéralement, l'expression subalpin indiquerait des reliefs situés en avant de la chaîne, à l'image de son équivalent subpyrénéen. Enfin, il souligne que le terme subalpin est aussi utilisé en écologie pour désigner l'étage subalpin.

## Géologie

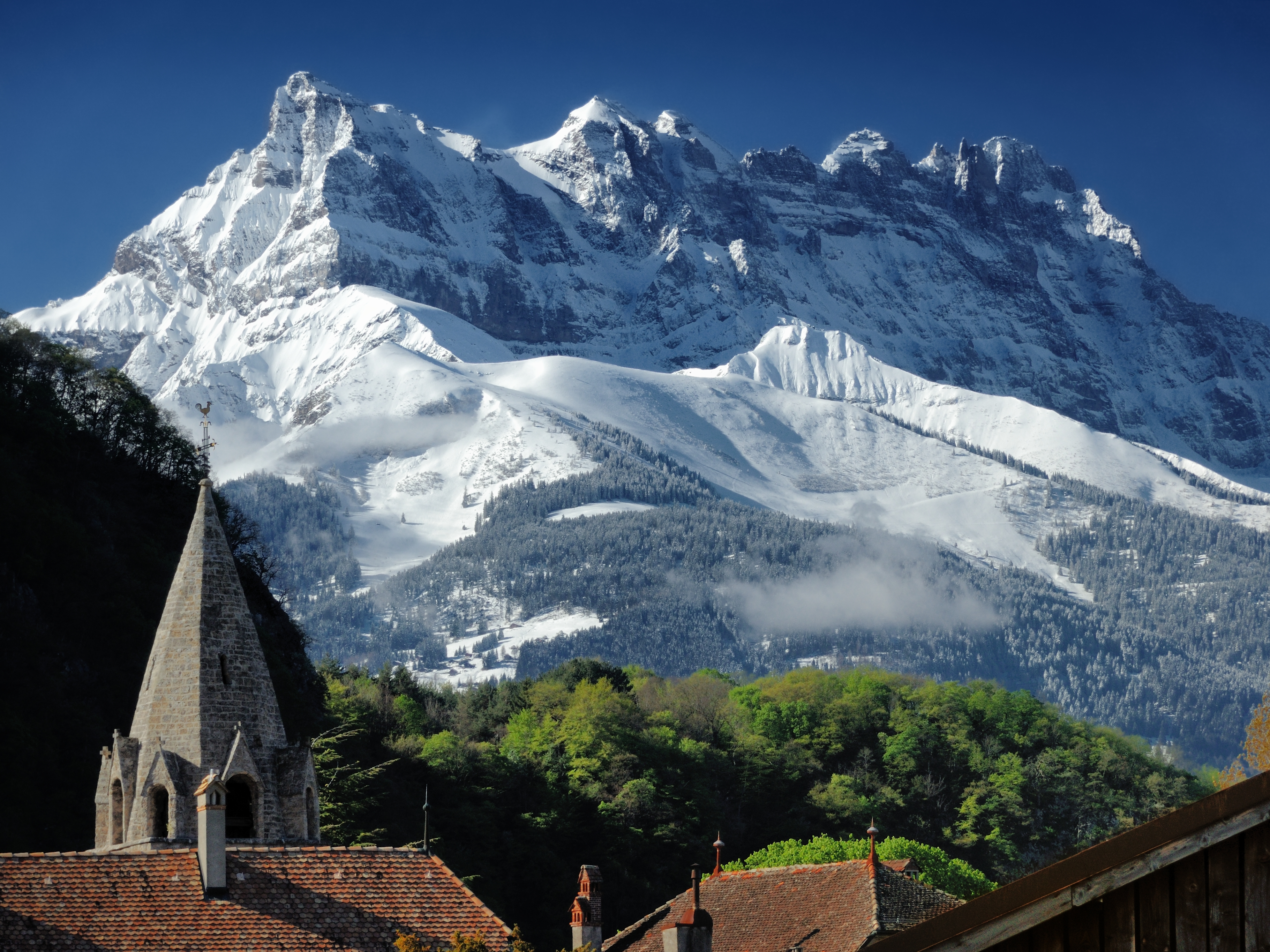
Haute Cime (3257 m, à l’extrémité droite) dans le massif du Giffre, Préalpes suisses.

À la différence des massifs centraux essentiellement composés de roches cristallines, l'ensemble des massifs situés sur la bordure externe des Alpes sont constitués d'une accumulation de couches sédimentaires et superposées sous forme de nappe de charriage. Ils forment ainsi des ceintures de chevauchement,. Ces nappes correspondent à des couvertures sédimentaires du domaine téthysien. Il s'agit de dépôts marins comprenant notamment des plateformes carbonatées qui furent décollées de leur socle pendant la fermeture de la Téthys alpine puis la collision entre le Crétacé tardif et l'Oligocène. On distingue ainsi la formation successive de trois grandes ceintures de chevauchement : tout d'abord les Préalpes qui incorporent les unités les plus internes (domaine structurale pennique) puis les massifs subalpins et le massif du Jura pour les couvertures de la marge européenne. L'ensemble de ces massifs périphériques se distinguent aussi par l'absence de métamorphisme mais peut atteindre l'anchizone,.
Les Préalpes au sens géologique ne concernent que les Préalpes du Chablais et les Préalpes romandes qui englobent les Préalpes des cantons de Fribroug, de Vaud et de Berne. Ces deux lobes se caractérisent par l'empilement de nappes penniques correspondant initialement aux domaines paléogéographiques piémontais, briançonnais et valaisan. Elles constituent par conséquent le prisme d'accrétion sédimentaire qui s'est formé lors de la fermeture de la Téthys alpine entre le Crétacé tardif et l'Éocène. Leur charriage sur le domaine delphino-helvétique s'effectue dès l'Oligocène et correspond à un déplacement de plusieurs centaines de kilomètres.
Par opposition, les massifs subalpins sont uniquement constitués de couvertures sédimentaires appartenant au domaine delphino-helvétique. Le décollement de ces couches se produit à l'Oligocène et précède le soulèvement des massifs cristallins externes au Miocène,. Leur décollement résulte du charriage des unités penniques au-dessus du domaine delphino-helvétique. La plupart de ces couvertures sédimentaires présentent un déplacement inférieur à 100 km ce qui les place initialement en arrière des massifs cristallins externes.
Les Hautes-Alpes calcaires se distinguent par leur position encadrée par les Préalpes au nord et les massifs cristallins externes au sud. Les nappes de charriage y sont davantage soumises à la contrainte compressive si bien qu'elles forment des plis nappes imbriqués (supernappe du Wildhorn) et présentent dans leur partie méridionale un léger métamorphisme (calcaire marmorisé et marbre).

## Massifs
Plus spécifiquement, le terme peut désigner les massifs suivants :

Carte des Préalpes françaises.

- Préalpes françaises, un ensemble de massifs montagneux de moyenne altitude formant partie des Alpes occidentales :
  - dans les Alpes du Sud :
    - Préalpes de Nice
    - Préalpes de Digne
    - Préalpes de Castellane (Préalpes de Grasse)
    - Monts de Vaucluse
    - Massif du Dévoluy
    - Massif du Vercors
    - Massif du Diois
    - Massif des Baronnies

  - dans les Alpes du Nord :
    - Massif du Giffre
    - Massif du Chablais
    - Massif des Bornes
    - Massif des Bauges
    - Massif de la Chartreuse

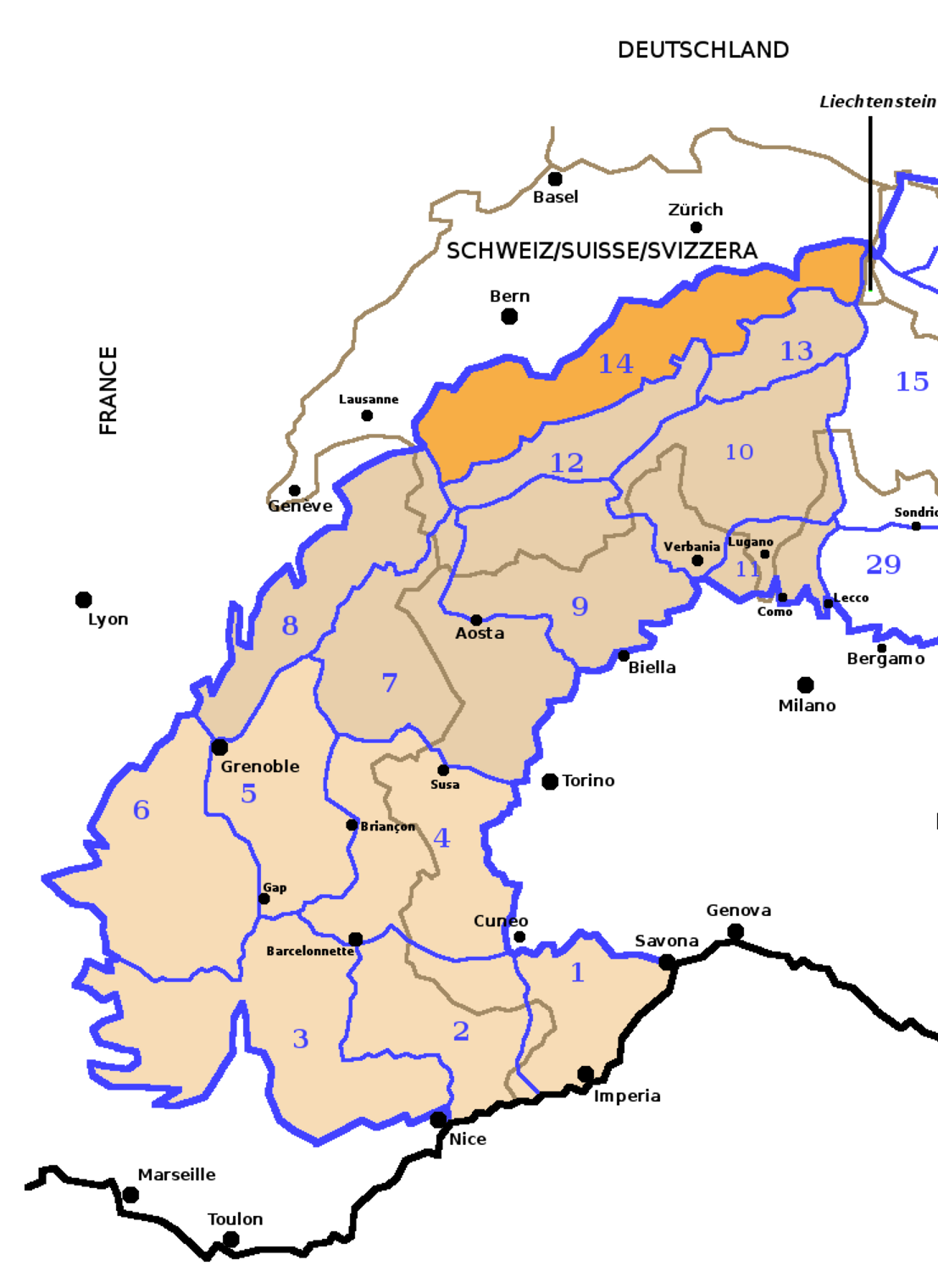
Carte des Préalpes suisses selon la SOIUSA.

- Préalpes suisses, un ensemble de massifs montagneux de moyenne altitude en bordure nord des Alpes centrales :
  - Préalpes suisses occidentales :
    - Préalpes bernoises
    - Préalpes vaudoises
    - Préalpes fribourgeoises

  - Préalpes suisses centrales :
    - Préalpes lucernoises
    - Préalpes d'Unterwald
    - Préalpes de Schwyz et d'Uri

  - Préalpes suisses orientales
    - Préalpes appenzelloises
    - Préalpes saint-galloises
- Préalpes italiennes, une suite de reliefs montagneux italiens situés au sud de la ligne de crêtes principale des Alpes :
  - Préalpes lombardes (Alpes centrales)
    - Préalpes luganaises
    - Préalpes bergamasques
    - Préalpes brescianes et gardésanes

  - Préalpes trivénètes (Alpes orientales)
    - Préalpes vénètes
    - Préalpes juliennes et carniques
    - Préalpes vicentines
- Préalpes autrichiennes :
  - dans les Préalpes orientales méridionales (également en Italie et Slovénie) :
    - Préalpes carniques
    - Préalpes juliennes
    - Pohorje

  - dans les Préalpes orientales septentrionales (également en Allemagne) :
    - Préalpes bavaroises
    - Massif du Salzkammergut
    - Préalpes de Haute-Autriche
    - Préalpes de Basse-Autriche (Alpes d'Ybbstal, Alpes de Türnitz, Wienerwald)
- Préalpes slovènes (Préalpes orientales méridionales)
  - Pohorje